# Anton Cañellas i Balcells
Anton Cañellas i Balcells   (Barcelona, 4 d'octubre de 1923 - Sant Cugat del Vallès, 27 d'agost de 2006) va ser un advocat, joier, editor i polític català. Fou membre de la Comissió dels Vint que redactà l'avantprojecte d'Estatut d'Autonomia de Catalunya de 1979 i Síndic de Greuges de Catalunya entre els anys 1993 i 2004.

## Biografia

### Inicis
Va néixer el 4 d'octubre de 1923 a Barcelona i va estudiar a l'Escola Virtèlia. Llicenciat en Dret per la Universitat de Barcelona. Ingressà al curs 1945-46 al Grup Torras i Bages on coincidí amb Jordi Pujol i Joan Reventós, entre d'altres.

### Trajectòria política durant el franquisme
Es va oposar des del principi al franquisme i va defensar sempre la democràcia i els drets humans. Va començar la seva activitat política el 1947 a Unió Democràtica de Catalunya, de la qual va arribar a ser secretari general.
Va ser membre de l'Equip Demòcrata Cristià de l'Estat Espanyol (EDCEE) i membre de la Unió Europea Democratacristiana, a més de teixir una vasta xarxa de relacions internacionals amb figures destacades de la democràcia cristiana (Helmut Kohl a Alemanya, Arnaldo Forlani i Aldo Moro a Itàlia, Rafael Caldera a Veneçuela, August de Schryver i Leo Tindemans a Bèlgica, Eduardo Frei a Xile, etc.).
Participà en el Consell de Forces Polítiques de Catalunya, però s'oposà a la participació de la UDC a l'Assemblea de Catalunya. El 1976 participà com a representant de la democràcia cristiana espanyola en la comissió negociadora de la reforma política durant el govern d'Adolfo Suárez (Comissió dels Nou).

### Trajectòria política en l'etapa democràtica
Fou elegit diputat a les Corts Constituents espanyoles encapçalant la candidatura Unió del Centre i la Democràcia Cristiana de Catalunya en les primeres eleccions democràtiques de 1977. L'any 1978, en representació del seu partit, fou un dels membres de la Comissió dels Vint que al parador de Sau, les Masies de Roda, redactà l'avantprojecte de l'Estatut d'Autonomia de Catalunya de 1979.
Partidari d'un pacte de centre ampli amb l'UCD d'Adolfo Suárez, quedà en minoria en el 7è Congrés d'UDC celebrat el novembre de 1978 en el qual es va decidir coalitzar-se amb CDC. En conseqüència, abandonà Unió Democràtica de Catalunya acompanyat d'uns 300 militants més amb els quals fundà Unió Democràtica Centre Ampli (UDCA) que després es constituiria en Centristes de Catalunya-UCD.
Fou també escollit diputat per les llistes de CC-UCD al Congrés dels Diputats en les següents eleccions de 1979, abandonant aquesta cambra el 1980 per encapçalar la llista de Centristes de Catalunya-UCD al Parlament de Catalunya. En aquestes primeres eleccions al Parlament de Catalunya, el 20 març de 1980, després de la restauració de la Generalitat de Catalunya, Cañellas va aconseguir 18 diputats, 286.922 vots i el 10,61% dels vots. Els seus diputats van facilitar la investidura del president de la Generalitat de Catalunya Jordi Pujol, líder de Convergència i Unió. Després de la crisi electoral d'UCD i de Centristes a les eleccions generals de 1982, va abandonar la política activa.

### Trajectòria després de la política activa
L'any 1985 va ser nomenat president del Consell Social de la Universitat Autònoma de Barcelona. L'any 1987 va rebre la Creu de Sant Jordi i França el va nomenar Oficial de la Legió d'Honor el 1997 i Oficial de l'Orde Nacional del Mèrit. El 2004 fou guardonat amb el Premi Justícia de Catalunya.

### Síndic de Greuges de Catalunya
Fou escollit Síndic de Greuges de Catalunya el febrer de 1993, a proposta de Pasqual Maragall i Jordi Pujol. Durant els seus onze anys al capdavant, va impulsar la institució i el paper dels anomenats ombudsman (defensors del poble, en anglès). Va substituir Frederic Rahola a la Sindicatura de Greuges i va ser rellevat per Rafael Ribó l'any 2004. Va arribar a ser president de l'Institut Europeu d'Ombudsman (2000-2002) i vicepresident de la Federació Iberoamericana de l'Ombudsman (1999-2001).
Una de les seves prioritats va ser potenciar la projecció internacional d'aquesta institució i es va caracteritzar per la defensa de les llibertats i dels drets humans. El febrer de l'any 1998, a proposta de tots els grups parlamentaris, fou escollit novament per un segon mandat de cinc anys, que es perllongà fins al juny de 2004.
Juntament amb el Defensor del Poble d'Espanya i el Col·legi d'Advocats de Madrid va posar en marxa el programa de cooperació del Síndic a la zona dels Balcans. Organitzà a Barcelona la primera trobada de defensors del poble regionals de la Unió Europea l'any 1997, així com la primera taula rodona de defensors del poble regionals d'Europa el juliol de 2004, coorganitzada amb el Consell d'Europa.
Durant el seu mandat també es designà la figura de l'adjunt per a la Defensa dels Drets de la Infància i s'iniciaren els desplaçaments fora de la seu per a atendre als ciutadans en diferents localitats catalanes. També va mostrar una preocupació molt especial pels drets econòmics i socials dels ciutadans, així com la implicació i mediació en la defensa dels drets dels immigrants.

## Fons
El seu fons personal es conserva a l'Arxiu Nacional de Catalunya i consta de documentació personal; articles i conferències; correspondència; activitat associativa en diverses entitats socials, en particular al Cercle d'Estudis Europeus i l'Associació d'Amics de les Nacions Unides; activitat política a la clandestinitat, a UDC, UDCA i CC-UCD; activitat parlamentària al Congrés de Diputats i el Parlament de Catalunya; activitat política a les organitzacions internacionals de la Democràcia Cristiana; actes protocol·laris; projecció pública i recursos d'informació.
275 positius color i 234 positius b/n, 19 gravats, 12 cartells, 7 goigs, 1 orla, 1 auca, 1 mapa, 5 cintes de casset, 2 discos i 2 dibuixos.
Va ingressar a l'arxiu com una donació de la senyora Maria Roca i Junyent

## Condecoracions, ordes i medalles
- Gran Oficial de l'Orde al Mèrit de la República Italiana (1980)[9]
- Premi Creu de Sant Jordi (1987)[10]
- Gran Creu del Mèrit Militar amb distintiu blanc (1995)[11]
- Oficial de la Legió d'Honor de França (1997)[12]
- Oficial de l'Orde Nacional del Mèrit de França (1994)
- Medalla de l'Orde del Mèrit Constitucional
- Premi Justícia de Catalunya (2004)[13]
- Medalla de l'Il·lustre Col·legi de l'Advocacia de Barcelona (2005)[14]
- Creu Europea d'Or de l'Agrupació Espanyola de Foment Europeu (2005)[15]
- Medalla Manuel Carrasco i Formiguera, d'Unió Democràtica de Catalunya (a títol pòstum, 2006)[16]

## Publicacions

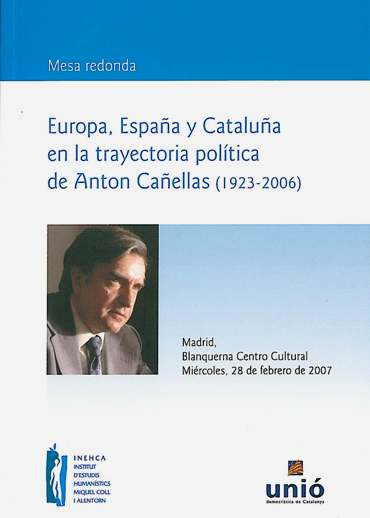
"Europa, España y Cataluña en la trayectoria política d'Anton Cañellas (1923-2006), INEHCA, Barcelona, 2007.